# Liste von Persönlichkeiten der Stadt Gladbeck
Die Liste von Persönlichkeiten der Stadt Gladbeck enthält Personen, die in Gladbeck geboren wurden, sowie solche, die dort zeitweise gelebt und gewirkt haben, jeweils chronologisch aufgelistet nach dem Geburtsjahr. Die Liste erhebt keinen Anspruch auf Vollständigkeit.

## In Gladbeck geborene Persönlichkeiten

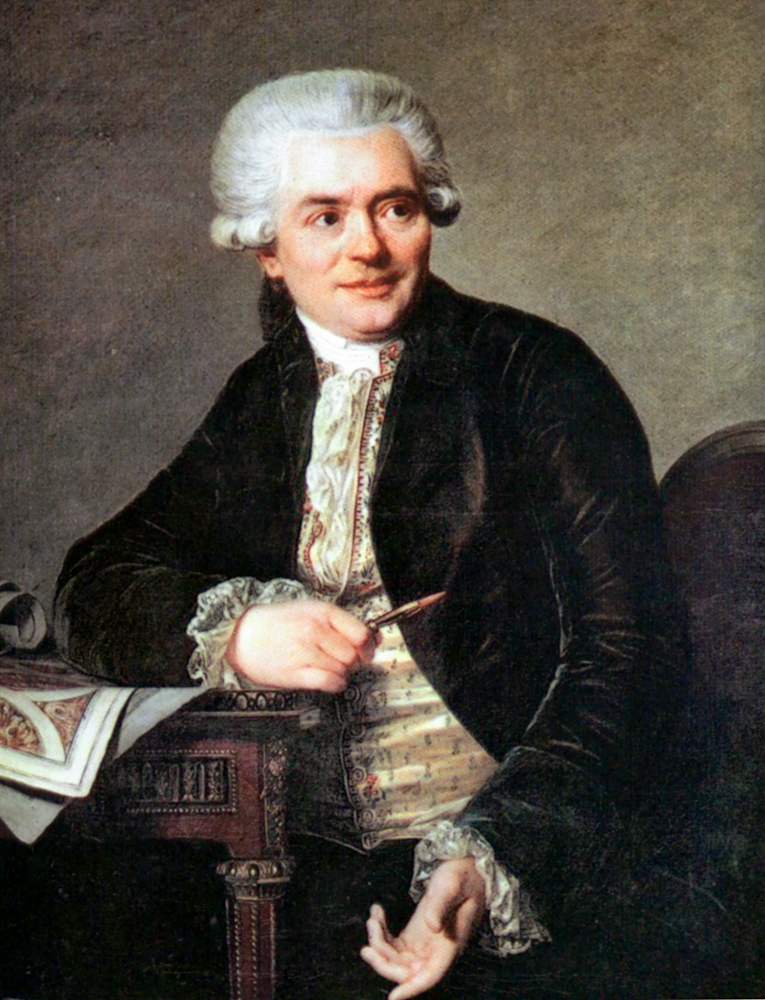
Johann Heinrich Riesener, Gemälde von Antoine Vestier

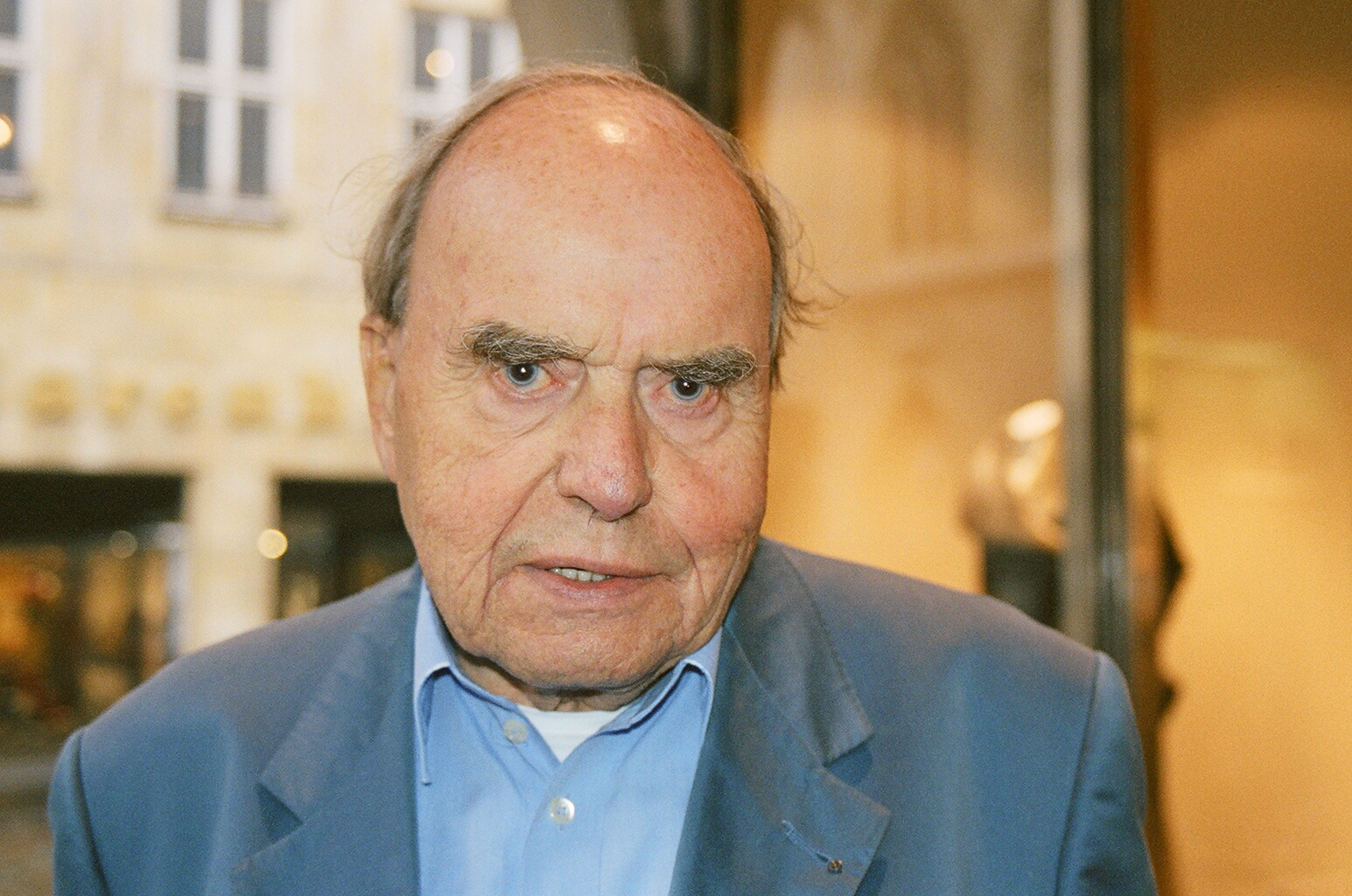
Harald Deilmann (2005)

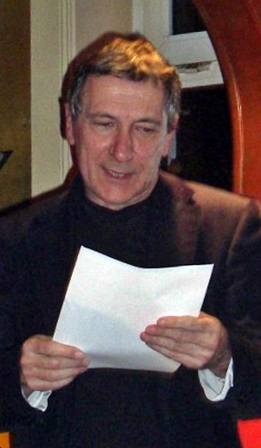
Rudolf Kowalski (2008)

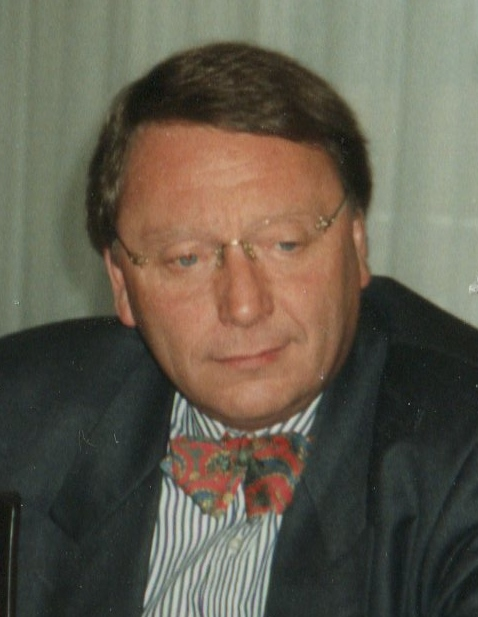
Robert Hetkämper (um 1990)

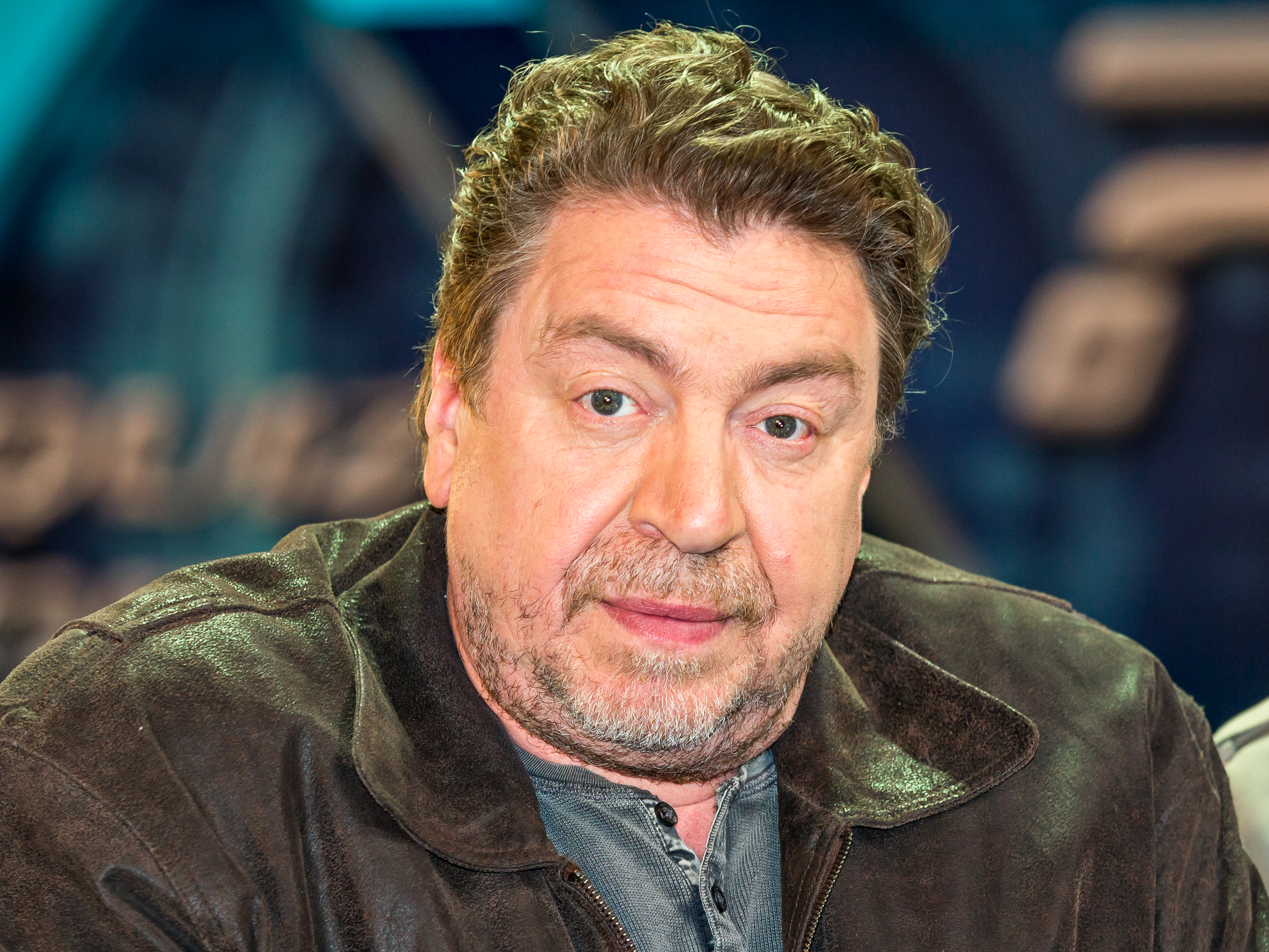
Armin Rohde (2016)

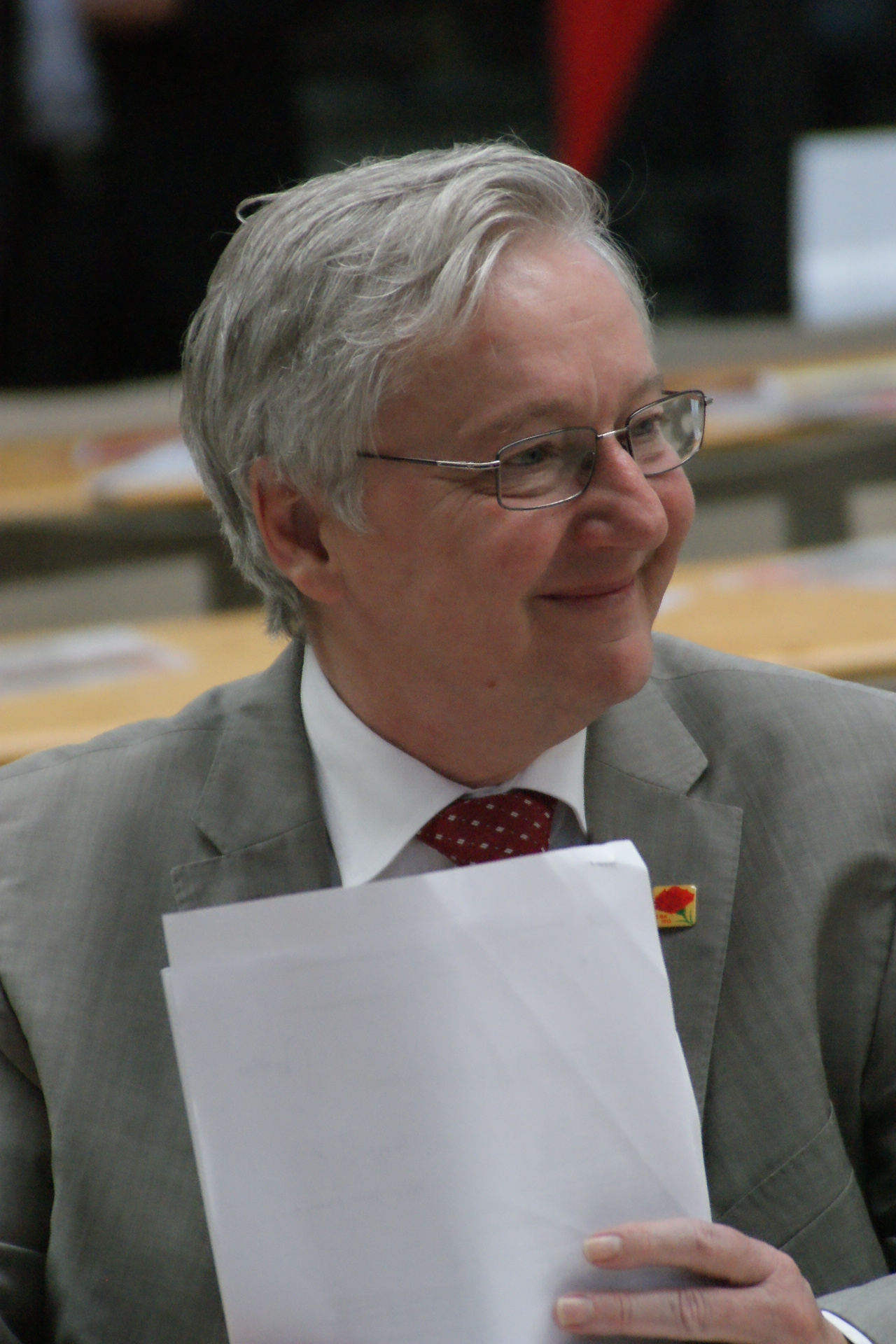
Norbert Ballhaus (2013)

### Vor 1900
- Johann Heinrich Riesener (1734–1806), Ebenist (Kunstschreiner) am französischen Hof
- Hugo Linderath (1828–1906), Franziskanerbruder und Bildhauer in Düsseldorf
- Franz Dieckmann (1875–1944), Jurist und Politiker (Zentrum), Oberbürgermeister von Münster und Landeshauptmann der Provinz Westfalen
- Adolf Bachmann (1884–1947), Landrat im Landkreis Müllheim
- Helmuth Albrecht (1885–1953), Politiker (DVP), MdR
- Franz Riesener (1887–1943), Politiker (Zentrum), MdR

### 1900 bis 1950
- Maurus Heinrichs (1904–1996), Franziskaner und Missionar in China und Japan
- Harry Conitzer (1905–1976), deutsch-britischer Mediziner, Psychiater und Anthropologe
- Theo Wormland (1907–1983), Textilkaufmann, Firmengründer des Wormland-Unternehmens, Kunstsammler und Mäzen sowie Begründer der Theo Wormland-Stiftung
- Erwin Simon (1908–1959), Schwimmer
- Walter Labs (1910–1988), Jurist, Verwaltungsbeamter und Experte für den Öffentlichen Personennahverkehr
- Benno Gellenbeck (1910–1974), Film- und Theaterschauspieler
- Hermann Nattkämper (1911–2005), Fußballspieler[1]
- Kurt Joussen (1912–2002), Mediziner und Vorsitzender des Hartmannbundes
- Willy Kaiser (1912–1986), Olympiasieger im Boxen
- Arthur Heina (1915–1986), Schwimmer und Olympiateilnehmer[2]
- Ernst Ermert (1918–1988), Politiker (SPD), MdL
- Joseph Jadrzejczak (1918–1990), französischer Fußballnationalspieler
- Ernst Michael Jovy (1920–1984), Führer bündischer Jugendgruppen, Diplomat, Gerechter unter den Völkern
- Heinrich Rodeck (1920–2018), Kinder- und Jugendarzt, Hochschullehrer und Forscher
- Harald Deilmann (1920–2008), Architekt, Hochschullehrer und Autor
- Günter Kalinowski (1921–1971), Politiker (SPD), MdL, von 1961 bis 1965 Bürgermeister und von 1965 bis April 1971 Oberbürgermeister von Gladbeck
- Johann Wuwer (1922–2009), Politiker (SPD), MdB, Vorstandsmitglied der Thyssen Energie GmbH
- Ernst Klein (1923–2004), Historiker
- Franz-Josef Spalthoff (1923–2004), Manager und wichtiger Vertreter der Energiewirtschaft in den 1980er Jahren sowie Kommunalpolitiker und Bürgermeister
- Ewald Schmeken (1927–2009), Historiker und Soziologe
- Heinz Wewers (1927–2008), Fußballspieler
- Manfred Braun (1928–2023), Politiker (SPD), MdL
- Walter Hoeres (1928–2016), Philosoph
- Franz Josef Weisweiler (1928–1985), Manager und Vorstandsvorsitzender in der Mannesmann AG
- Hanns Holtwiesche (1930–2008), Maler, Bildhauer, Grafiker und Zeichner
- Jan Loh (eigentlich Ferdinand Johannes Gödde) (1931–2018), Bonner Original
- Hubert Steinhaus (1932–2012), Erziehungswissenschaftler, Hochschullehrer
- Achim Wessing (* 1933), Augenarzt, Hochschullehrer und Forscher
- Karl Wegener (1934–2022), Politiker (CDU), MdL
- Helmut Janz (1934–2000), Leichtathlet und Olympiateilnehmer 1960[3]
- Adolf Schwarte (* 1935), deutscher Mittelstreckenläufer
- Herbert Anton (1936–2023), Literaturwissenschaftler und Hochschullehrer
- Hermann Oetting (* 1937), Ingenieur und Politiker (SPD), MdB
- Gerhard Prokop (1939–2002), Fußballtorwart
- Jürgen von Troschke (1941–2019), Medizinsoziologe
- Gero Fischer (* 1943), ehemaliger Vorsitzender Richter am Bundesgerichtshof
- Pierre Semmler (1943–2011), deutsch-französischer Schauspieler
- Paul Derks (* 1944), Germanist und Hochschullehrer
- Dieter Grasedieck (* 1945), Politiker (SPD), MdB
- Werner Müller (* 1946), Historiker
- Rudolf Kowalski (* 1948), Schauspieler
- Lothar Pfahl (* 1948), Fußballspieler
- Robert Hetkämper (* 1949), Journalist, von 2001 bis 2014 Leiter des ARD-Studios Singapur

### Ab 1950
- Claudia Lux (* 1950), Bibliothekarin, Generaldirektorin der Stiftung Zentral- und Landesbibliothek Berlin 1997–2012
- Ralf Michalowsky (* 1950), Politiker (Die Linke), MdL
- Berthold Possemeyer (* 1951), Konzertsänger und Hochschullehrer
- Doro Pass-Weingartz (* 1951), Politikerin (Grüne), von 1994 bis 1999 Bürgermeisterin der Stadt Bonn
- Manfred Schulte-Zurhausen (* 1951), Maschinenbauingenieur und Wirtschaftswissenschaftler sowie ehemaliger Rektor der Fachhochschule Aachen
- Daffi Cramer (* um 1954), Schlagersängerin (geboren als Angelika Ramme)
- Jürgen Overdiek (1954–2007), Architekt und Stadtplaner
- Annette Grüters-Kieslich (* 1954), Humanmedizinerin
- Armin Rohde (* 1955), Schauspieler
- Ludger Tewes (* 1955), Romanist und Historiker
- Michael Kraus (* 1955), Schwimmer
- Norbert Ballhaus (* 1955), Politiker (SPD), seit 2004 Bürgermeister der Stadt Moers
- Michael Schlagheck (* 1955), Direktor der Katholischen Akademie des Bistums Essen Die Wolfsburg in Mülheim an der Ruhr
- Regina Schmeken (* 1955), Bildjournalistin und Fotokünstlerin[4]
- Heiko Waßer (* 1957), Sportjournalist und Formel-1-Kommentator
- Uwe Rohde (* 1958), Schauspieler
- Joachim H. Peters (* 1958), Polizeibeamter, Schriftsteller und Kabarettist
- Jörn Wunderlich (* 1960), Politiker (Die Linke), MdB
- Henning Schliephake (* 1960), Chirurg und Hochschullehrer
- Ralf Ludwig (* 1961), Geschäftsführender Direktor des Institutes für Chemie der Universität Rostock, Professor für Physikalische Chemie, Juso-Bundesvorsitzender 1991–1993
- Frank Bajohr (* 1961), Historiker
- Frank Martin Lenski (* 1961), Ingenieur, Konteradmiral
- Chris Boltendahl (* 1962), Sänger (ehem. E-Bass-Spieler) der Power-Metal-Band Grave Digger
- Thomas Oesterdiekhoff (* 1963), Perkussionist und Kulturmanager
- Jürgen Schulz (* 1964), Diplomat, Botschafter der Bundesrepublik Deutschland
- Jan Radicke (* 1965), Altphilologe
- Dietmar Grichnik (* 1968), Wirtschaftswissenschaftler und Ordinarius für Entrepreneurship und Technologiemanagement an der Universität St. Gallen
- Bettina Weist (* 1968), Politikerin (SPD)
- Claudia Norberg (* 1970), Unternehmerin und Reality-TV-Darstellerin
- Judith Samen (* 1970), bildende Künstlerin (Künstlerische Fotografie)
- Anna Fischer (* 1971), Opern-, Operetten-, Lied-, Konzert- und Oratoriensängerin (Alt/Mezzosopran)
- Katja Schmitz (* 1973), Schauspielerin
- Alex Schwers (* 1973), Musiker, Konzert- und Festivalveranstalter
- René Schiering (* 1977), Autor, Wissenschaftler und Musiker
- Timm Zumbrägel (* 1978), Rapper unter dem Pseudonym Snaga
- Frank Schumann (* 1979), Handballspieler
- Timo Kunert (* 1987), Fußballspieler
- Youssef Yeşilmen (* 1988), Fußballspieler
- Caroline Masson (* 1989), Golfspielerin
- Christoph Kaiser (* 1990), Koch
- Pierre-Michel Lasogga (* 1991), Fußballspieler
- Lennart Allkemper (* 1992), deutscher Jazzmusiker
- Julian Draxler (* 1993), Fußballnationalspieler
- Annika Drazek (* 1995), Leichtathletin, Bundespolizistin und Anschieberin beim Bob der deutschen Damen-Nationalmannschaft (Weltmeisterin 2016)
- Moritz Nicolas (* 1997), Fußballspieler
- Neele Schuten (* 1999), Bobfahrerin

## Personen mit Bezug zu Gladbeck
- Heinrich Korte (1853–1927), 1885–1917 erster Amtmann in Gladbeck
- Johannes van Acken (1879–1937), katholischer Geistlicher und Caritasfunktionär, 1919 bis 1924 Mitglied in der Stadtverordnetenversammlung (Zentrum)
- Michael Jovy, parteiloser Politiker, letzter Amtmann und 1919/1921 bis 1931 erster Oberbürgermeister von Gladbeck
- Franz Engeln (1885–1960), Politiker (CDU), MdL, ab 1946 Bürgermeister von Gladbeck
- Mathias Jakobs (1885–1935), Politiker (SPD), MdL, starb in Gladbeck
- Georg Stieler (1886–1955), katholischer Arbeitersekretär und Politiker (Zentrum), von März 1919 bis Januar 1923 Mitglied in der Stadtverordnetenversammlung, von Januar 1919 bis April 1932 Mitglied des Preußischen Landtags
- Hermann Buschmann (Gewerkschafter) (1886–1979), Politiker (DDP) und Gewerkschaftsführer, von März 1919 bis April 1922 Mitglied in der Stadtverordnetenversammlung
- Eberhard Herf (1887–1946), deutscher Offizier und SS-Führer, war zu Beginn der 1930er Jahre als Polizeimajor in Gladbeck tätig
- Hans Wiltberger (1887–1970), Komponist und Musikpädagoge, Schüler von Hans Pfitzner
- Franz Riesener (1887–1943), katholischer Arbeitersekretär und Politiker (Zentrum), von März 1919 bis Mai 1933 Mitglied in der Stadtverordnetenversammlung, von Mai 1928 bis Juli 1933 Mitglied des Deutschen Reichstags
- Wilhelm Olejnik (1888–1967), Politiker (SPD), MdL, von Juni bis Oktober 1946 Oberbürgermeister von Gladbeck
- Laurenz Schmedding (1894–1972), katholischer Geistlicher, zeitweise Kaplan in Gladbeck
- Franz Zielasko (1896–1943), Bergmann und Widerstandskämpfer gegen das NS-Regime, im Polizeigefängnis Gladbeck ermordet
- Sigismund von Radecki (1891–1970), Schriftsteller und literarischer Übersetzer, starb bei einem Aufenthalt in Gladbeck[5]
- Johann Harnischfeger (1899–1984), Politiker (CDU), MdB, Mitbegründer der CDU Gladbeck, Stadtratsmitglied, von 1948 bis 1952 Bürgermeister der Stadt Gladbeck
- Erich Porsch (1909–1944), Mitglied der Gruppe um Franz Zielasko
- Karl Otto (1910–1998), Stenograf, lebte und wirkte zeitweise in Gladbeck
- Wilhelm Zimolong (1922–1979), freischaffender Künstler, Kunsterzieher
- Ingeborg Drewitz (1923–1986), Schriftstellerin, Namensgeberin der Ingeborg-Drewitz-Gesamtschule[6]
- Norbert Hoffmann (1942–2018), katholischer Geistlicher, lebte, wirkte und starb in Gladbeck
- Wolfgang Röken (* 1943), Politiker (SPD), MdL, Lehrer, Stadtratsmitglied und Rektor der Willy-Brandt-Schule in Gladbeck, 1976 bis 1994 Bürgermeister von Gladbeck
- Leonhard Schumacher (* 1944), Althistoriker, machte sein Abitur in Gladbeck
- Ditmar Staffelt (* 1949), Politiker (SPD), MdL, leitender Angestellter bei der Hölter-Gruppe Gladbeck
- Wilhelm Eimers (* 1950), Gasballonfahrer, Träger der Ehrenplakette der Stadt Gladbeck
- Robert Farle (* 1950), Politiker (DKP, AfD), MdL, zeitweise Stadtrat in Gladbeck
- Christian Tasche (1957–2013), Schauspieler und Synchronsprecher, lebte zeitweise in Gladbeck
- Manfred Rekowski (* 1958), Theologe, lebte als Kind in Gladbeck
- Jörg Dahlmann (* 1959), Fußballkommentator, wuchs in Gladbeck auf
- Ibrahim Bekirović (1961–2000), genannt Ibo, Schlagersänger, lebte bis zu seinem Tod in Gladbeck und wurde dort beigesetzt
- Bjarne Goldbæk (* 1968), ehemaliger dänischer Fußballspieler, lebt in Gladbeck
- Katharina Schwabedissen (* 1972), Politikerin (Die Linke), in Gladbeck aufgewachsen
- Michael Hübner (* 1973), Politiker (SPD), Stadtratsmitglied in Gladbeck
- Michael Boris (* 1975), Fußballtrainer
- Volkan Ünlü (* 1983), Fußballtorwart, in der Jugend beim 1. FC Gladbeck
- Fard (* 1984), Rapper, in Gladbeck aufgewachsen